# Matt Howard
Matt Howard, né le 23 janvier 1989, à Connersville, dans l'Indiana, est un joueur américain de basket-ball. Il évolue au poste d'ailier.

## Biographie
Durant son parcours universitaire, il est élu joueur de l'année 2009 de la conférence Horizon League.
En 2011, il entame une carrière professionnelle en Europe.
En juillet 2014, il rejoint Strasbourg Illkirch-Graffenstaden Basket, club de première division français.
À la fin de la saison 2014-2015, il choisit de rester à Strasbourg.

## Clubs successifs
- 2011 - 2012 :  Olympiakos Le Pirée (ESAKE) puis  BSG Ludwigsbourg (Bundesliga)
- 2012 - 2013 :  Chorale de Roanne (Pro A)
- 2013 - 2014 :  Basketball Ulm (Bundesliga)
- 2014 - 2017 :  Strasbourg IG (Pro A)
- 2017 - 2018 :  Hapoël Tel-Aviv (Liga Ha'al)

## Palmarès
- Vainqueur de la Coupe de France 2015 avec Strasbourg
- Vainqueur de la Disney Land Leaders Cup 2015 avec Strasbourg